# Who Made Who
Who Made Who er et album udgivet af det australske hård rock-band AC/DC. Albummet var soundtrack til Stephen Kings film Maximum Overdrive og blev desuden genudgivet i 2003 som et led i den kvalitetsforbedrede serie.

## Spor
Alle spor er lavet af Angus Young, Malcolm Youn og Brian Johnson, medmindre andet er angivet.
1. "Who made who" – 3:26
2. "You shook me all night long" – 3:30
3. "D.T." (A. Young, M. Young) – 2:53
4. "Sink the pink" – 4:13
5. "Ride on" (Bon Scott, A.Young, M. Young)- 5:51
6. "Hells bells" – 5:12
7. "Shake your foundations" – 4:10 (CD) 3:53 (LP)
8. "Chase the ace" (A. Young, M. Young) – 3:01
9. "For those about to rock (we salute you)" – 5:53

- Spor 3 og 8 er instrumentale.

### Video
1. "Who Made Who"
2. "You Shook Me All Night Long"
3. "Shake Your Foundations"
4. "Hells Bells"
5. "For Those About to Rock (We Salute You)"

## Musikere
- Brian Johnson – Vokal
- Angus Young – Lead guitar
- Malcolm Young – Rytmeguitar, bagvokal
- Cliff Williams – Bas, bagvokal
- Simon Wright – Trommer

### Andre musikere
- Phil Rudd – Trommer på "You Shook Me All Night Long", "Ride On", "Hells Bells" og "For Those About to Rock (We Salute You)"
- Bon Scott – Vokal på "Ride On"
- Mark Evans – Bas og bagvokal på "Ride On"